# 朗天苑
朗天苑（英語：Long Tin Court）是香港房屋委員會的居者有其屋計劃屋苑之一。屋苑位於香港新界元朗朗邊中轉房屋舊址，名稱是由附近的朗天路得來。
屋苑總體由房屋署總建築師（3）及興業建築師有限公司設計，預計2026年3月竣工。

## 屋苑資料

### 樓宇
屋苑共設三座，提供3,080伙。面積介乎於280至454平方呎。
值得一提的是，朗天苑B、C座將取代牛頭角下邨貴顯樓及貴新樓，成為全港樓層數目最高的公營房屋大廈；然而，到毗鄰的未命名屋邨落成時，上述紀錄預期將被該邨第5座打破。
| 樓宇名稱（座號） | 樓宇類型                   | 落成年份 | 樓宇層數 （住宅層數） | 每層伙數                   | 每座單位總數（伙） | 建築師                                 | 承建商   | 提供升降機的廠商 |
| ---------------- | -------------------------- | -------- | --------------------- | -------------------------- | ------------------ | -------------------------------------- | -------- | ---------------- |
| 朗松閣（A座）    | 非標準設計大廈（十字長型） | 2026年   | 49（44）              | 23（3-38樓） 19（39-47樓） | 976                | 房屋署總建築師（3） 興業建築師有限公司 | 有利建築 | 日立             |
| 朗桃閣（B座）    | 非標準設計大廈（十字長型） | 2026年   | 51（48）              | 18（1樓） 22（其他樓層）   | 1052               | 房屋署總建築師（3） 興業建築師有限公司 | 有利建築 | 日立             |
| 朗杏閣（C座）    | 非標準設計大廈（十字長型） | 2026年   | 51（48）              | 18（1樓） 22（其他樓層）   | 1052               | 房屋署總建築師（3） 興業建築師有限公司 | 有利建築 | 日立             |

此屋苑已列入「居屋2023」出售 ，於2023年7月31日至8月14日接受申請，同年年尾進行攪珠，其後於2024年1月31日起進行揀樓。

### 設施
屋苑設有一幢樓高兩層的停車場大樓，而地下亦設有少量商舖；此外，幼稚園及社福單位分別設於朗松閣地下及平台1樓。當中，幼稚園校舍已於2025年6月完成分配，將用作重置位於沙田美田邨的救世軍中原慈善基金幼稚園。

## 興建期間圖片集

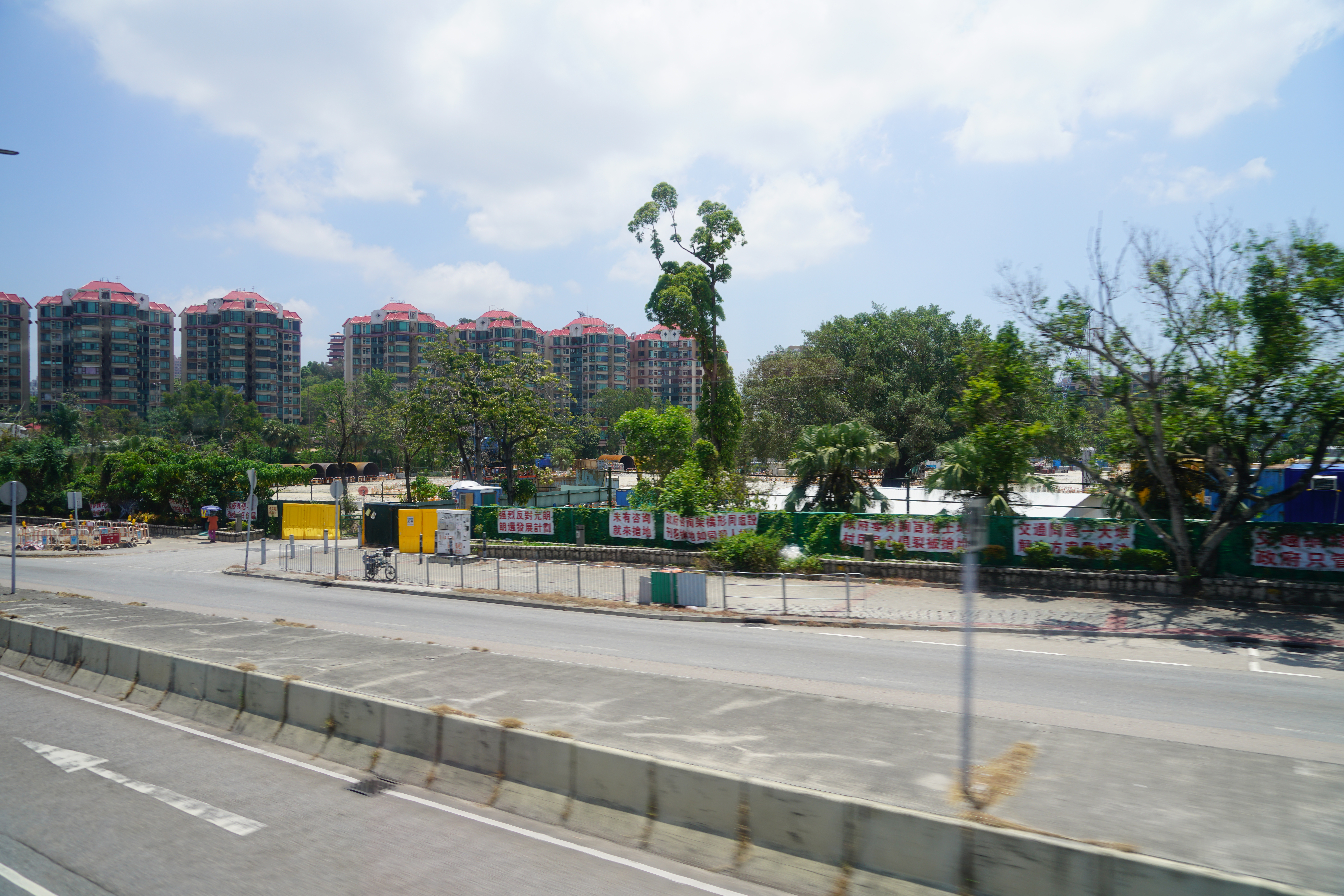
2020年4月
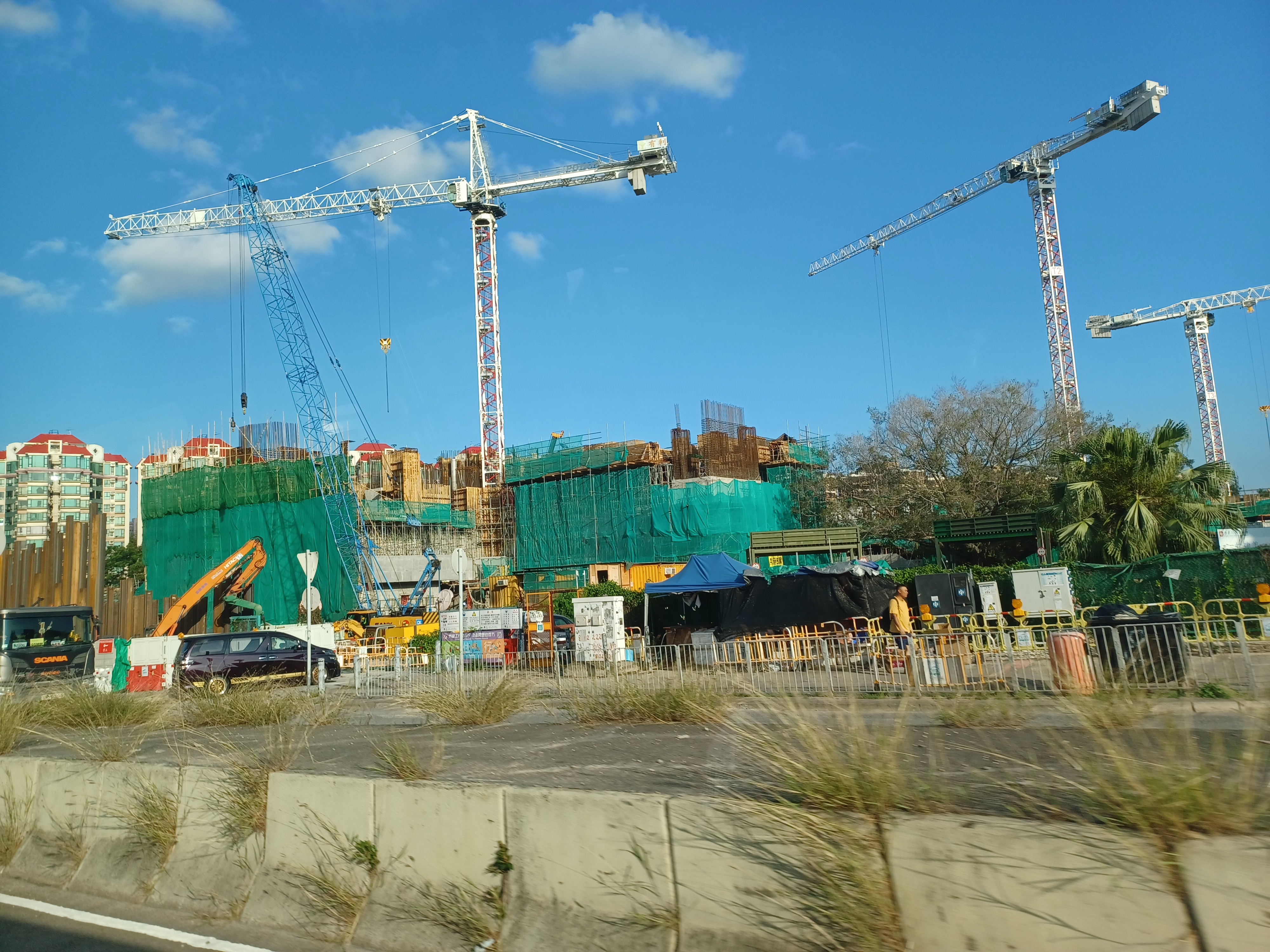
2023年5月
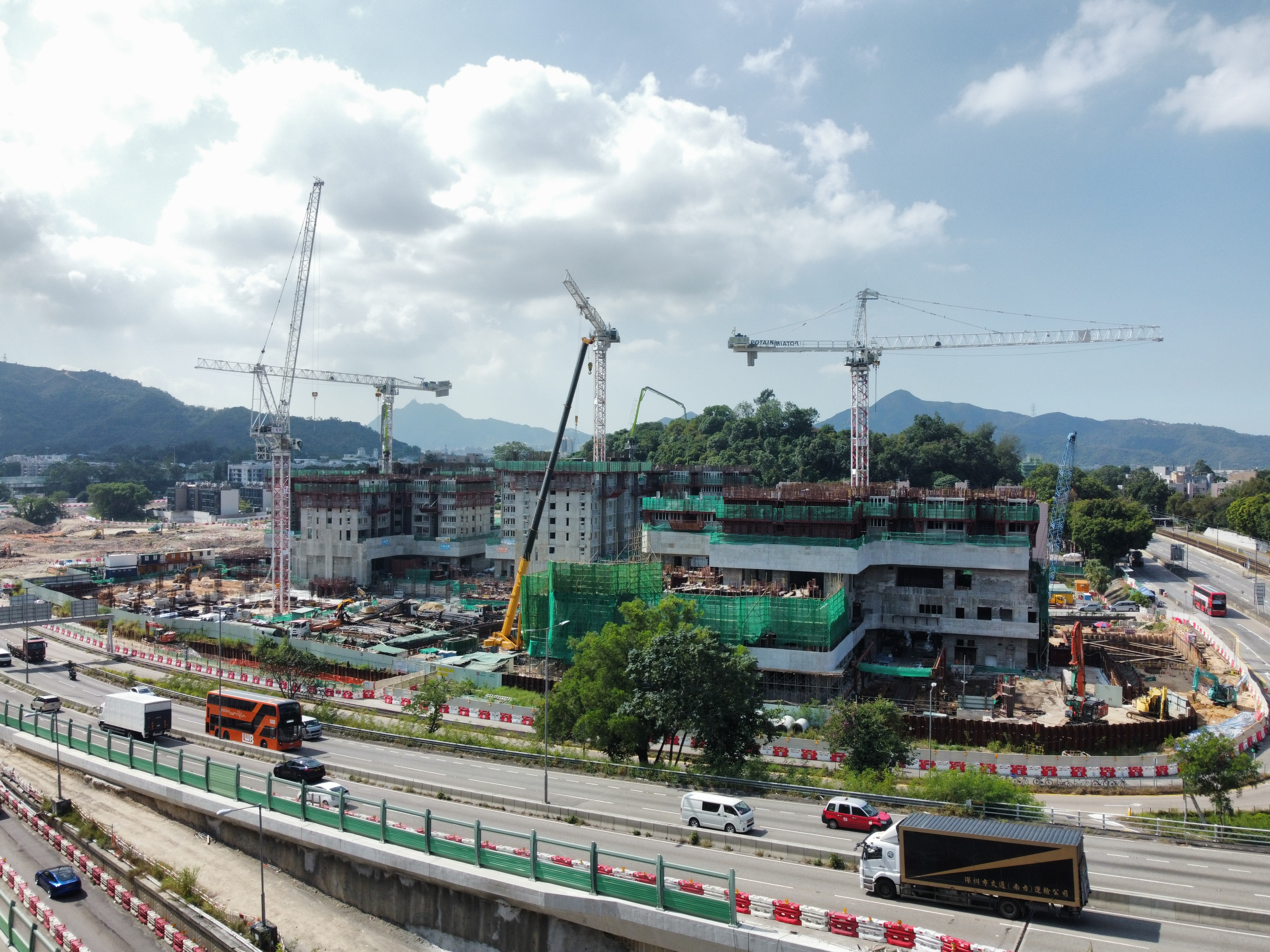
2023年11月
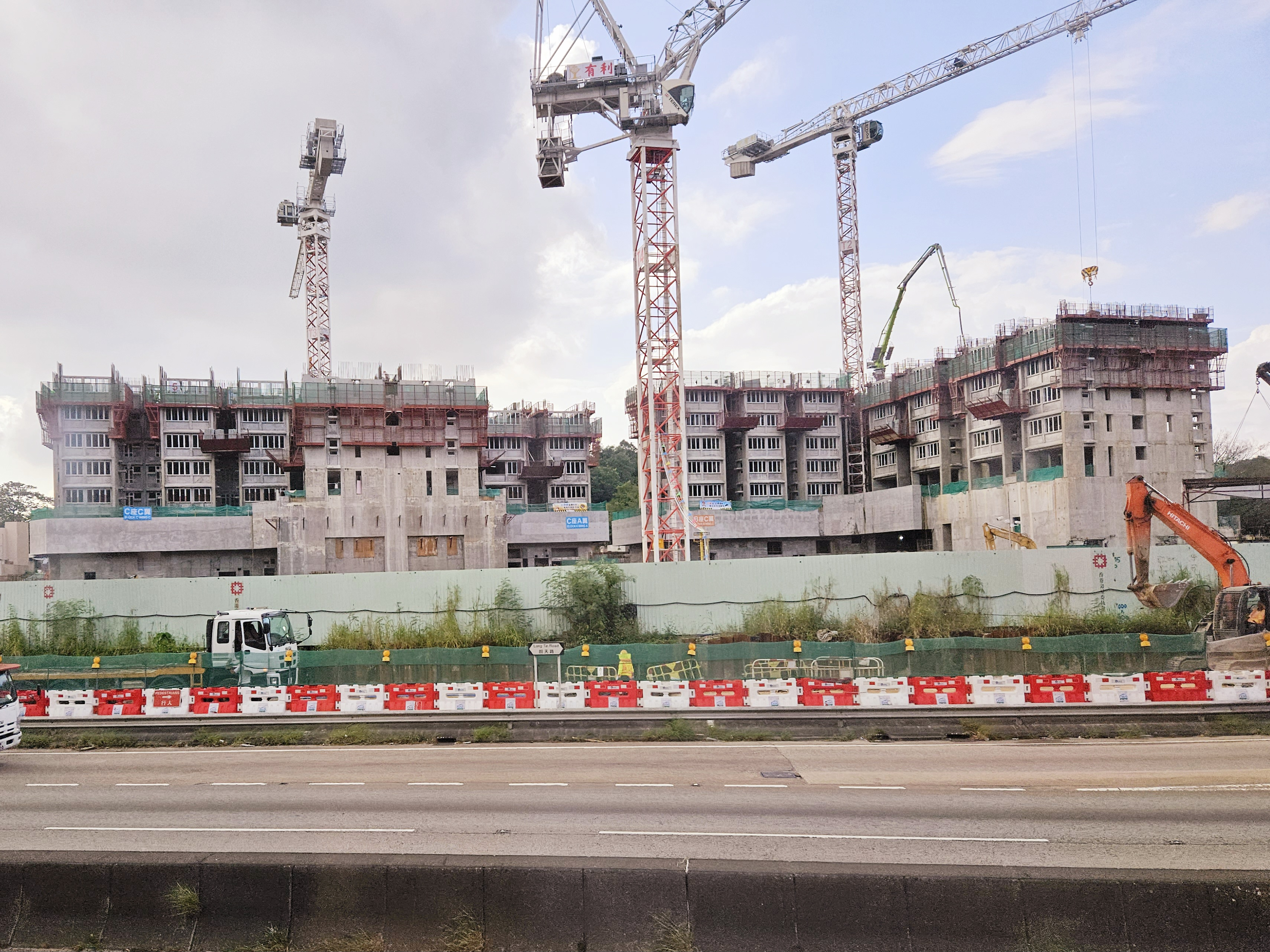
朗杏閣與朗桃閣均已建至4至5層左右（2023年11月）
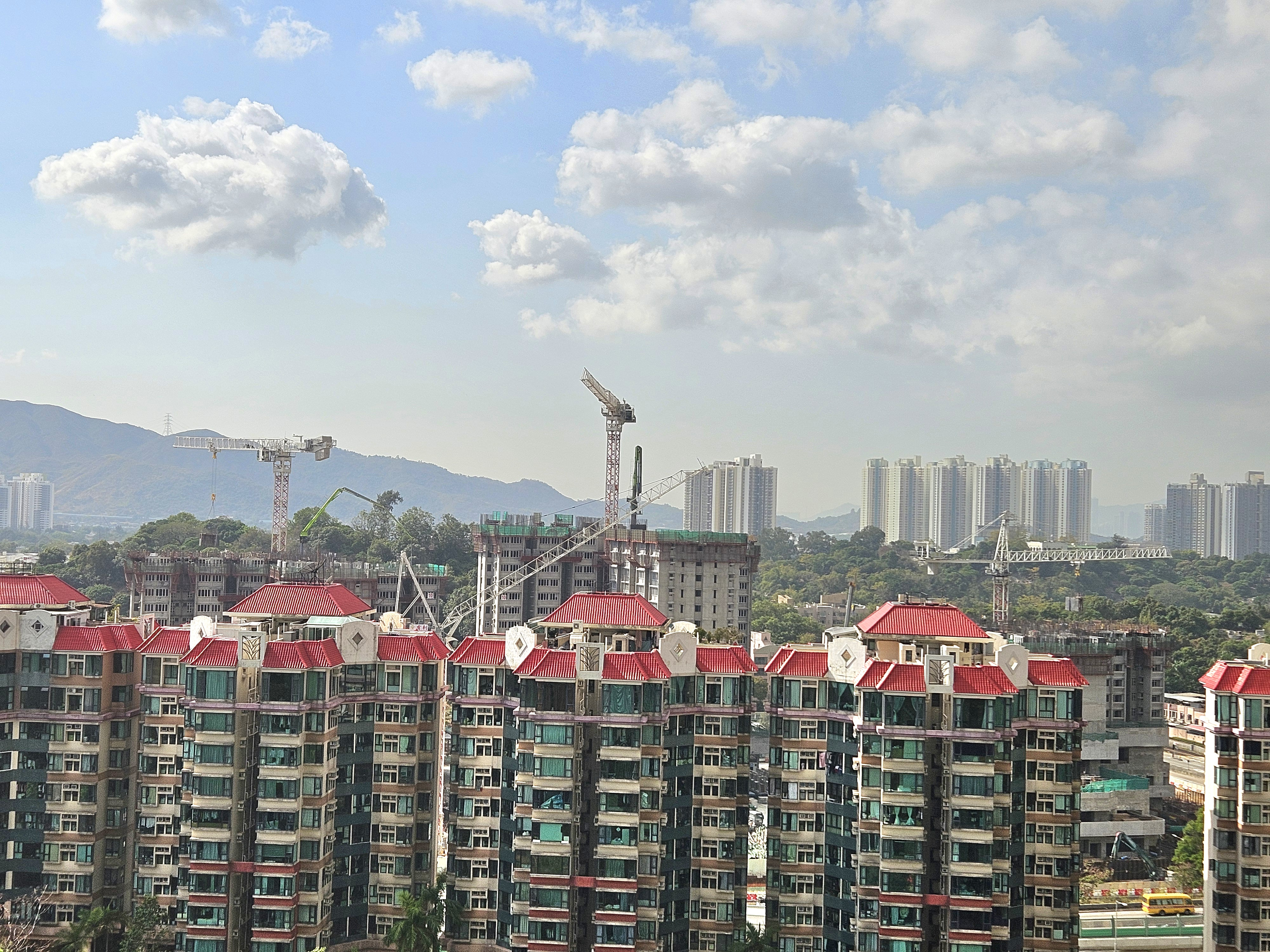
2024年2月
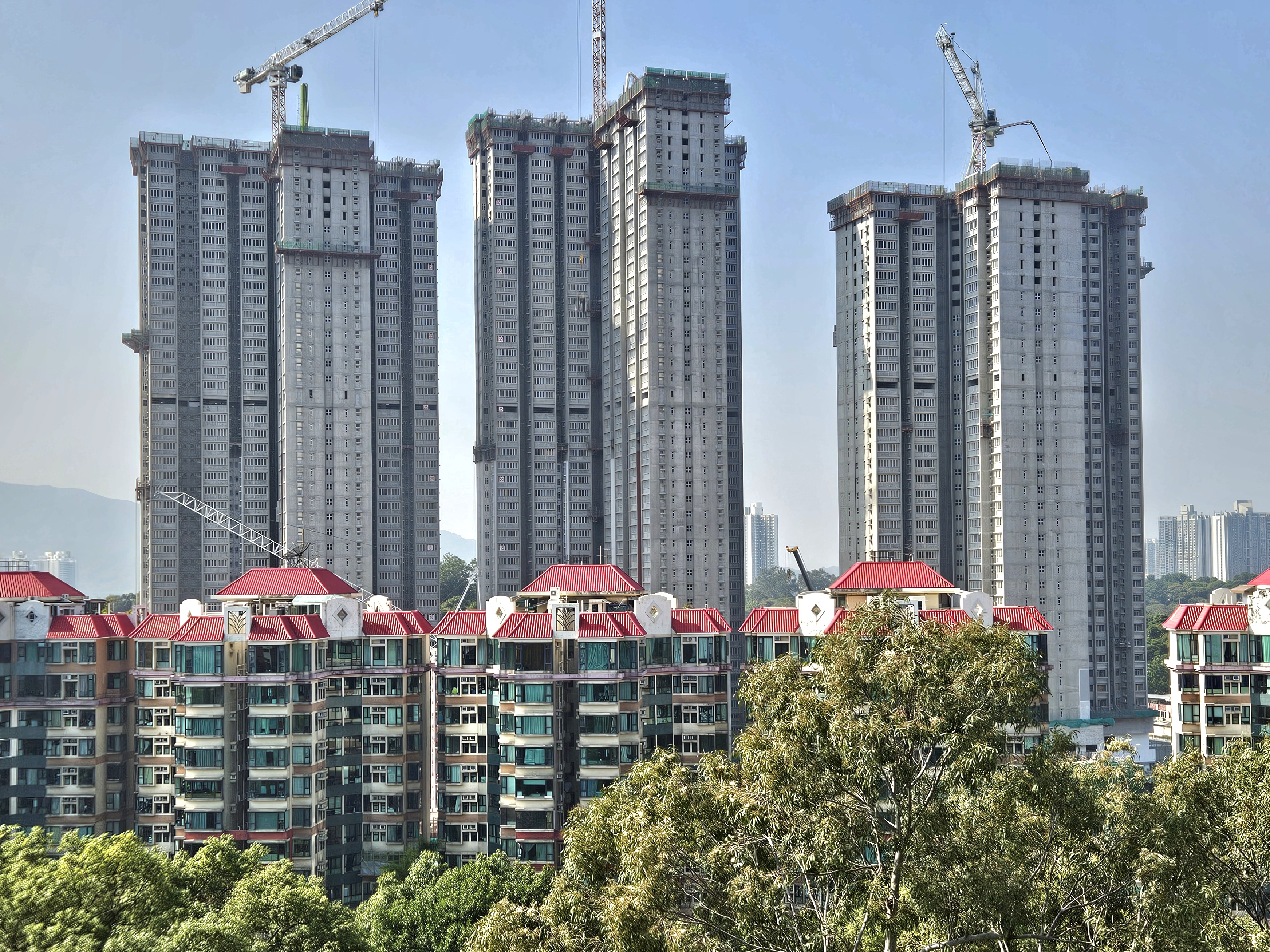
2024年12月
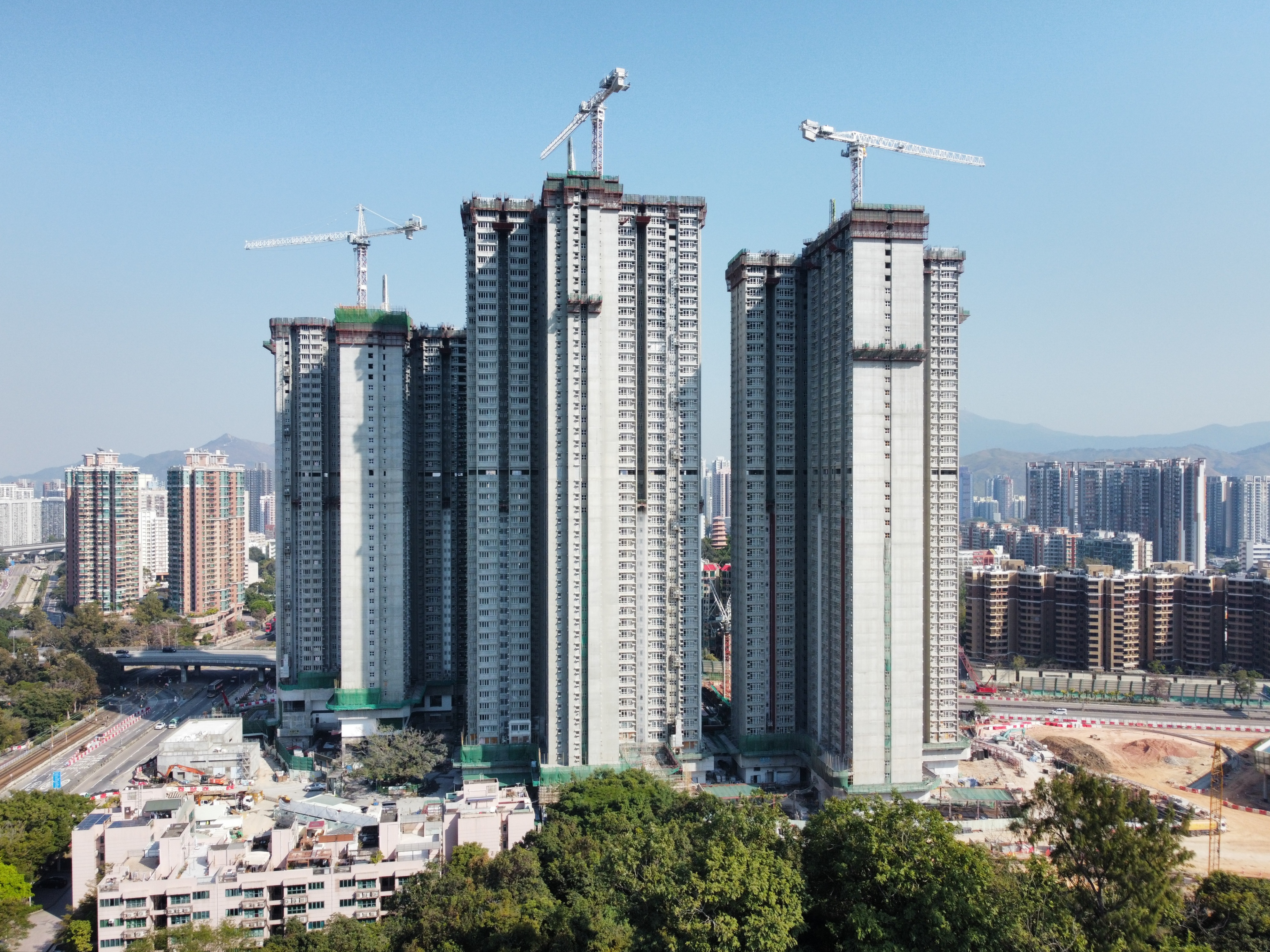
建至39至48層不等（2025年1月）
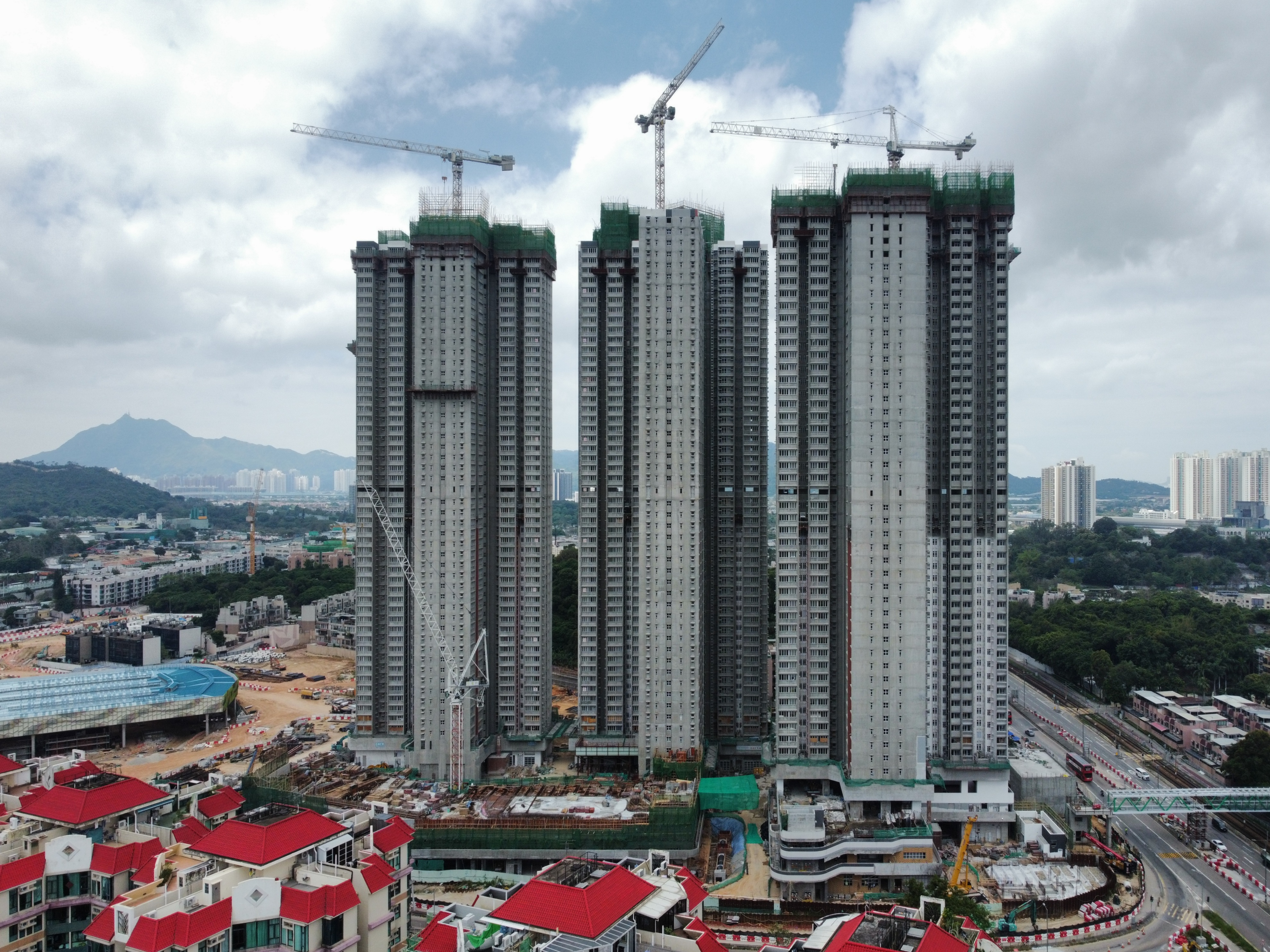
已封頂（2025年4月）

## 事件

### 外牆調轉安裝
C座24樓兩個單位在興建期間，被發現預製外牆調轉安裝，房委會其後要求承建商修正。

### 房委會申請放寬地積比
2024年10月8日，房委會向城規會提出申請，放寬最高總地積比率由6.5倍增至7.16倍，沒有增加住宅單位數目，但在毗鄰的擬建屋邨增建一棟建築物，作商店及社福用途。